# Бернгард Натанзон
Бернгард Натанзон (івр. ברנהרד נתנזון), уродж. Дов-Бер Натанзон (їд. דוב בער נאטאנזאהן; 22 квітня 1832 , Сатанів, Проскурівський повіт, Подільська губернія — 7 лютого 1916, Варшава) — єврейський письменник, літературознавець, журналіст та видавець. Племінник, біограф та упорядник робіт видатного діяча Гаскали Іцхока Бера Левінзона. 

## Біографія
Народився 22 квітня 1832 року в заможній родині Єгуди Натанзона. Отримав традиційну юдейську освіту від батька та Йосефа Гірша (Цві) Полічинецького. У 1850 отримав рабинську сміху, але під впливом ідей Гаскали вирішив продовжити світську освіту. Після смерті батька в 1853 році переїхав до Одеси де викладав іврит.
Після смерті Іцхока Бера Левінзона в 1860 році, разом з його сином Яковом Ісраелем Левінзоном займався упорядкуванням його рукописів, та з 1875 року публікацією повної збірки його робіт.
У 1864 році статтею «До закону й свідоцтва» (івр. לתורה ולתעדה, трансліт. Ле-Тора у-ле-теуда) розпочав публікації в газеті «Га-Маґід». У різні роки був одеським, кишинівським та варшавським кореспондентом івритомовної газети «Га-Меліц». Публікувався в «Га-Цфіра» та «Гайом». У 1870 — 1875 роках жив у Кишиневі, потім, до самої смерті, у Лодзі де вів торгівлю й одночасно займався просвітницькою діяльністю.
Видана в 1870 році  збірка «Спогади про одеські події» (івр. זיכרונטת לקורות אודסה) принесла йому визнання серед сучасників.
У 1888 році на прохання Шолома-Алейхема написав свій перший твір їдишем — вступне слово до «Безпутнього світу» Рібаля, що був опублікований в «Ді їдіше фольк-бібліотек».
Від другого шлюбу мав шестеро дітей. Помер у Варшаві 7 лютого 1916 року. 